# Xystrota delila
Xystrota delila är en fjärilsart som beskrevs av William Schaus 1912. Xystrota delila ingår i släktet Xystrota och familjen mätare. Inga underarter finns listade i Catalogue of Life.